# クラッシュ・ダイブ II
『クラッシュ・ダイブ II』（Counter Measures）は、1998年のアメリカ合衆国のアクションビデオ映画。前年1997年に発売された『クラッシュ・ダイブ』の類似作品であり、潜水艦の外観シーンやその他一部シーンも流用されている。フジテレビで放送されたときは『クラッシュ・ダイブ II/沈黙の潜水艦』とサブタイトルが付けられた。

## ストーリー
特殊部隊員のジェイク・フラーは、任務のため港に来ていた。ジェイクたちは、大人数の敵が現れたため劣勢になるが、何とか敵を一掃することに成功するが、敵から受けた攻撃によって弟が死亡してしまう。
それから7年後、モスクワではシコフ大臣の秘書であるニシュカが、協力者で「オデッサ」に乗り込むグレゴリ中佐と密会していた。ロシアと米海軍の第6艦隊が合同訓練を実施することになっていたため、彼らはその機会に潜水艦を乗っ取ることを画策していた。海軍本部のラーキン司令官に呼び出された衛生科所属になっていたジェイクは、情報部のブレイク大佐から実戦医療訓練を任命される。気が進まなかったジェイクだが、監視するだけだと司令官から言われ任務に当たることにした。一方テロリストグループのペトロフたちは、潜水艦乗っ取り計画を開始していた。シコフ大臣は、アメリカのシルバー大使とロシアの兵器流出問題について話し合い、ロシアにも被害が及ぶと聞かされた大臣は互いに協力して解決することを取り決める。出港したオデッサの艦内でグレゴリ中佐らテロリストはペトロフと落ち合い、乗組員の兵士を毒ガスで皆殺しにしてオデッサを乗っ取る。オデッサから遭難信号を受けたため、過去の経歴を見た上官からジェイクはオデッサに行くよういわれるが、医療関係以外の仕事はやらないと拒む。しかし彼の能力を見込んだ上官は、看護士のスウェインとオデッサに行くようジェイクに命令する。

## キャスト
| 役名             | 俳優                               | 日本語吹替 | 日本語吹替   |
| 役名             | 俳優                               | ソフト版   | フジテレビ版 |
| ---------------- | ---------------------------------- | ---------- | ------------ |
| ジェイク・フラー | マイケル・ダディコフ               | 山路和弘   | 江原正士     |
| ペトロフ         | ジェームズ・ホラン                 | 石井隆夫   | 谷口節       |
| スウェイン       | アレクサンダー・キース             | 本田貴子   | 湯屋敦子     |
| シルバー大使     | スコット・マーロウ                 | 伊藤栄次   | 小林修       |
| ニシュカ         | ラダ・ボーダー                     | 叶木翔子   | 一城みゆ希   |
| グレゴリ         | ロバート・ドノヴァン               | 伊藤和晃   | 長克巳       |
| スレイヴィン     | リック・クレイマー                 |            | 手塚秀彰     |
| ブレイク大佐     | トレイシー・ブルックス・スウォープ |            | 久保田民絵   |
| パメラ・シルバー | フランシーヌ・ヨーク               |            | 島美弥子     |
| ハリソン提督     | クリフ・ポッツ                     | 伊藤和晃   | 池田勝       |
| ラーキン司令官   | ロバート・F・ライオンズ            | 樫井笙人   | 堀勝之祐     |
| シコフ大臣       | ヴィクター・レイダー＝ウェクスラー | 岩崎ひろし | 富田耕生     |

- フジテレビ版：初回放送2001年8月25日 『ゴールデン洋画劇場』

## スタッフ
- 監督：フレッド・オーレン・レイ[脚注 3]
- 脚本：スティーヴ・ラッショウ
- 製作：アショク・アムリトラジ、フレッド・オーレン・レイ[脚注 4]、アンドリュー・スティーヴンス
- 撮影監督：トーマス・L・キャラウェイ、マイケル・G・ウォジェコウスキー
- プロダクションデザイナー：スティーヴ・ラルフ
- 編集：ブレット・ヘドランド、W・ピーター・ミラー、ヴァニック・モラディアン
- 衣裳デザイン：アニー・ダン
- 音楽：デヴィッド・ワースト、エリック・ワースト

### 日本語吹替版スタッフ
- フジテレビ版吹替演出：鍛治谷功
- フジテレビ版吹替翻訳：栗原とみ子
- フジテレビ版吹替調整・効果：栗林秀年
- フジテレビ版吹替製作：ムービーテレビジョン